# Sanghen
Sanghen é uma comuna francesa na região administrativa de Altos da França, no departamento de Pas-de-Calais. Estende-se por uma área de 6,17 km². Em 2010 a comuna tinha 343 habitantes (densidade: 55,6 hab./km²).